# 克里斯蒂娜·伦德贝里
克里斯蒂娜·伦德贝里（瑞典語：Kristina Lundberg，1985年6月10日—），瑞典女子冰球运动员，2001年开始职业生涯。她曾代表瑞典参加2006年冬季奥林匹克运动会冰球比赛，获得一枚银牌。